# Cherubinkowość

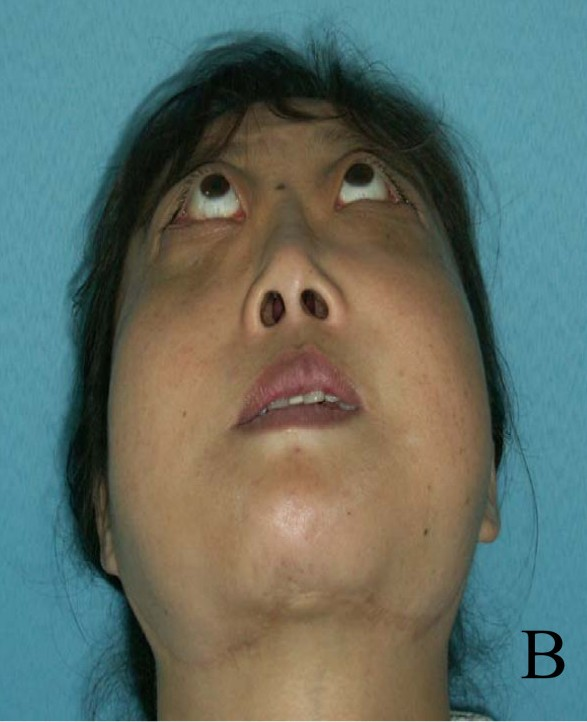
41-letnia pacjentka chińskiego pochodzenia z typowymi cechami cherubinkowatości

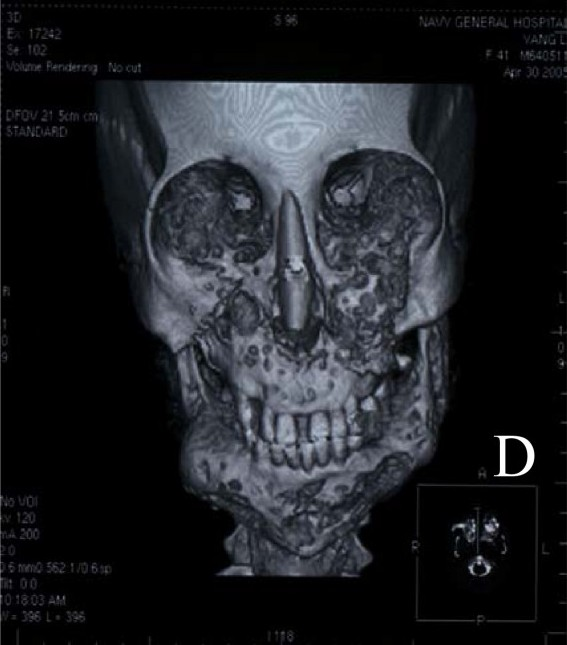
3D-KT u tej samej pacjentki uwidacznia zmiany w żuchwie i szczęce

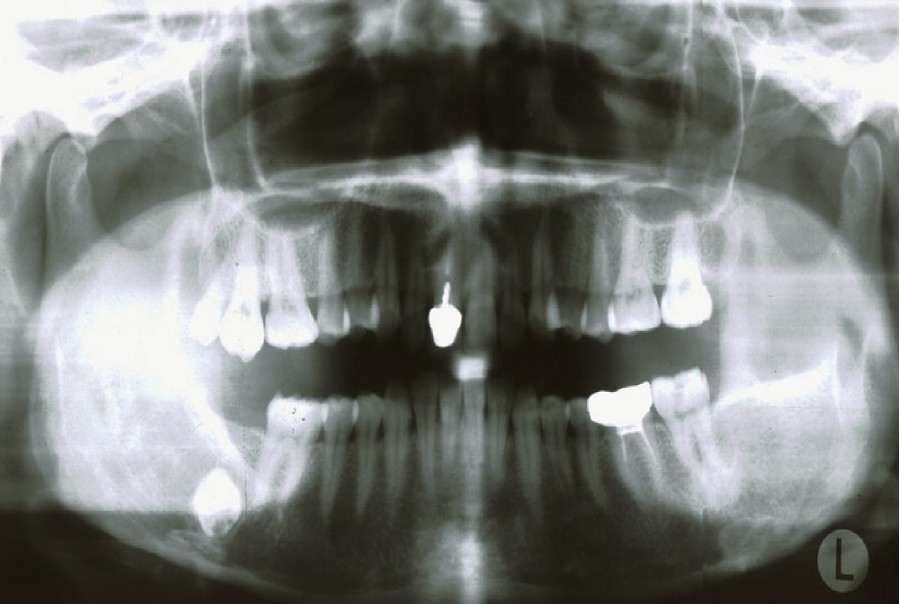
Pantomogram tej samej pacjentki

Cherubinkowość (cherubizm, łac. cherubismus, ang. cherubism) – rzadka, genetycznie uwarunkowana choroba o dziedziczeniu autosomalnym dominującym. Charakteryzuje się mającym początek we wczesnym dzieciństwie rozdęciu i zniekształceniu twarzoczaszki w obrębie żuchwy i szczęki; dzieci mają charakterystyczny wygląd "cherubinka" z renesansowego malarstwa, z pucułowatymi policzkami i oczami zwróconymi ku górze, co jest spowodowane przesunięciem zawartości oczodołów przez rozrost tkanek. W pierwszej dekadzie życia zmiany szybko postępują, ale po okresie pokwitania objawy mogą przestać się nasilać. 

## Etiologia
Choroba może być związana z mutacjami w genie SH3BP2 w locus 4p16.3.

## Różnicowanie
Choroba wymaga starannej diagnostyki różnicowej z takimi stanami, jak ziarniniak olbrzymiokomórkowy centralny, torbiel tętniakowata kości i guz brunatny w przebiegu nadczynności przytarczyc, o identycznym obrazie mikroskopowym. 

## Historia
Schorzenie opisał pierwszy kanadyjski radiolog William A. Jones w 1933 roku na przykładzie rodziny wśród której członków (trójka rodzeństwa) występowały wewnątrzkostne torbiele w obrębie żuchwy. W kolejnej pracy z 1938 roku dokładniej opisał tę jednostkę chorobową na podstawie badań nad tą samą rodziną i wprowadził termin cherubism na jej określenie. Do roku 2007 opisano ponad 200 osób z cherubinkowatością.